# Высоково (Вязниковский район)
Высоково — деревня в Вязниковском районе Владимирской области России, входит в состав Сарыевского сельского поселения.

## География
Деревня расположена на берегу реки Тара в 4 км на север от центра поселения села Сарыево и в 31 км на запад от райцентра города Вязники.

## История
В конце XIX — начале XX века деревня входила в состав Сарыевской волости Вязниковского уезда. В 1859 году в деревне числилось 21 дворов, в 1905 году — 11 дворов, в 1926 году — 13 дворов.
С 1929 года деревня входила в состав Сарыевского сельсовета Вязниковского района, с 2005 года — в составе Сарыевского сельского поселения.

## Население
| 1859 | 1905 | 1926 | 2002 | 2010 | 2021 |
| ---- | ---- | ---- | ---- | ---- | ---- |
| 162  | ↘60  | ↗70  | ↘6   | ↘3   | →3   |